# Porta Viminalis
La Porta Viminalis era una porta d'entrada a la Muralla Serviana a l'antiga Roma, al centre del tram més exposat, entre la Porta Col·lina i la Porta Esquilina. Aquestes tres portes i la Porta Querquetulana eren les més antigues de les muralles de la ciutat.
La construcció es remunta a un període molt antic, uns 200 anys abans de la construcció de la Muralla Serviana, a l'any 378 aC. Sembla que les quatre portes originals es poden datar en l'època de l'ampliació de la ciutat per part del rei Servi Tul·li, que va afegir al territori de Roma, a més dels set turons inicials, el Quirinal (Collis Quirinali), el Viminal, l'Esquilí i el Celi (llavors anomenat Querquetulanus, cobert de boscos d'alzines). El primer baluard defensiu que unia els turons entre si era de la mateixa època, un pomerium construït al llarg de tot el tram d'uns 1.300 metres des de la Porta Col·lina fins a l'Esquilina, per defensar la part més vulnerable de la ciutat.
Segons els estudiosos, el nom és una prova més de l'antiguitat d'aquestes portes, que deriva directament del nom del turó al qual donaven accés, en lloc de portar el qualificatiu, com tenen altres portes, d'algun monument o un temple o un altar. La construcció havia de ser posterior a la incorporació de la zona dins del perímetre urbà.
La Porta Viminalis es va obrir aproximadament al centre de l'extens tram de muralles encara existents a la Piazza dei Cinquecento al costat dret de les restes que es veuen al costat l'estació de Roma Termini.
La identificació de la via o vies a les que donava accés la porta és encara un tema de discussió entre els estudiosos. S'ha suggerit la Via Collatina i la Via Tiburtina, o també podria ser que no tingués cap via important. Les destruccions realitzades a l'època imperial per a la construcció de les Termes de Dioclecià, i després per part del papa Sixt V quan va fer la renovació urbanística de la zona, i encara, per les obres de la construcció de l'estació després de 1856, han esborrat bona part de les restes, no només de les muralles sinó també de les portes i dels camins originals al voltant del perímetre adjacent.
Els treballs per a la construcció de l'estació de Roma Termini van tenir el mèrit de treure a la llum les restes de les muralles, que fins al 1892 estaven enterrades sota un cúmul de runes, anomenat «Monte della Giustizia», procedents de les obres per a la construcció de les Termes de Dioclecià properes.